# Constant Permeke
Constant Permeke (født 31. juli 1886 i Antwerpen; død 4. januar 1952 i Ostende) var en belgisk maler, tegner og skulptør.
Permeke studerede 1903-06 ved kunstakademiet i Brugge og 1906-08 ved akademiet i Gent. 1909-12 boede han i en mindre by i Østflandern, Laethem-Saint-Martin, og 1912-14 i Ostende. Under første verdenskrig blev han såret og evakueret til England, hvor han malede nogle af sine første billeder i den lille landsby Chardstock i county Devon.
Efter krigen vendte han tilbage til Ostende
Fra 1925 aflagde han regelmæssige besøg i Jabbeke, en landsby mellem Ostende og Brugge; 1930 slog han sig ned dér.
Da Permeke i 1941 nægtede at deltage i udstillinger arrangeret af den tyske besættelsesmagt, blev hans udstilling i Brueghel-galleriet klassificeret af tyskerne som 'entartet', degenereret.
| - Constant Permeke portrætteret - Léon Spilliaerts tegning af Constant Permeke i Sint-Martens-Latem, 1912 - Selvportræt 1940 - Buste, 1942 Af Henri Puvrez(fr) - Bustens placering ved 'Constant Permeke Museum' i Jabbeke - Af svigersønnen Pierre Devos - Permeke på belgisk 1000-franc-seddel - Mindeplade ved en tidligere bolig i Ostende |

| - Tre gengivelser af samme portræt − Af Frits Van den Berghe, 1922/24 - Permeke portrætteret af Frits Van den Berghe(en) 1922/24 |

| - Skulpturer af Constant Permeke - "Marie-Lou", 1935/36 - Torso, 1938 - "Niobe", 1951 I skulpturhaven ved Kröller-Müller Museum |

| - Malerier af Constant Permeke - Havnen i Ostende, før 1913 - Moderskab, kvinde fra Ostende, 1913 - Fiskerkone, 1921 - Bondefamilie med kat, 1928 Bauernfamilie mit Katze - Landskab med vindmølle i Tiegem, landsby i Vestflandern - Den rygende, ca. 1927 Der Raucher |